# Katrien Vandermarliere
Katrien Vandermarliere (11 december 1962) is een Belgisch curator, auteur en redacteur in de domeinen van architectuur, kunst, design, landschap en ingenieurswetenschappen. Vandermarliere was van 2002 tot 2010 de eerste directeur van het Vlaams Architectuurinstituut. Als auteur, curator en lid van verscheidene jury's en commissies vormt ze een kritische stem in en een ondersteuning van het 20e- en 21e-eeuwse Belgische architectuurlandschap.

## Opleiding
Vandermarliere behaalde in 1985 een Master Archeologie en Kunstgeschiedenis en bijkomend Aggregaat Middelbaar Onderwijs aan de Rijksuniversiteit Gent (nu UGent).

## Loopbaan

### Internationale Kunstcampus deSingel
Van 1991 tot 2002 was Vandermarliere hoofdcurator Architectuur bij de Internationale Kunstcampus deSingel in Antwerpen waar zij een vijftigtal tentoonstellingen leidde over Belgische en internationale architectuur. Vandermarlieres activiteiten bij deSingel leidde tot een reeks publicaties van het kunstcentrum over architectuur en aanverwante disciplines. Ze cureerde monografische tentoonstellingen over Belgische architecten als Juliaan Lampens (1991), Martine de Maeseneer (1993), Marie-José Van Hee (1993), Wim Cuyvers (1995) en Henk De Smet en Paul Vermeulen (1996). Daarnaast integreerde Vandermarliere ook verscheidene invloedrijke buitenlandse architecten(bureaus) in het programma van de deSingel als Toyo Ito (2000), Álvaro Siza (1992) en Foster + Partners (1993).
Vandermarliere bracht in deSingel ook jonge Vlaamse architecten onder de aandacht. In 1994 liep in deSingel, in samenwerking met het Stichting Architectuurmuseum, de tentoonstelling Recent werk van jonge Vlamingen, aangevuld door de publicatie Mein Erstes Haus (1994). Zes jaar later presenteerde deSingel opnieuw het werk van jonge Vlaamse architecten met De dingen zijn de enige verborgen betekenis van de dingen, Jonge Architecten in Vlaanderen (2001) met onder andere werk van Els Claessens en Tania Vandenbussche.
Van 2011 tot 2014 werkte Vandermarliere opnieuw geregeld als curator en projectmanager voor deSingel dat vanaf toen ook nauw ging samenwerken met het Vlaams Architectuurinstituut.

### Vlaams Architectuurinstituut (VAi)
Van mei 2002 tot 2010 was Vandermarliere de eerste directeur van het Vlaams Architectuurinstituut. Vandermarliere bouwde vanuit deze positie een brede ondersteuning uit voor hedendaagse Vlaamse architectuur en haar introductie bij een breder publiek. In 2002 organiseerde zij als vers directeur van het VAi de allereerste Dag van de Architectuur in Vlaanderen. Vandermarliere richtte allerlei nieuwe initiatieven op zoals ook workshops architectuurkritiek voor leerkrachten, gidsen en architecten.
Onder Vandermarliere nam het VAi, vanaf 2004, de publicatie van het Jaarboek Architectuur Vlaanderen over van de Vlaamse Gemeenschap. Van 1990 tot 1999 schreef Vandermarliere hier reeds verscheidene bijdragen voor als redactielid. Nadat de eerste basis van een cultureel beleid voor architectuur in Vlaanderen sinds eind jaren 1990 in leven werd geroepen, pleitte Vandermarliere als nieuwe eindredacteur van het Jaarboek voor een meer transversaal architectuurbeleid in Vlaanderen. Het tweejaarlijks gepubliceerde Jaarboek biedt een overzicht van belangrijke projecten en opent ruimte voor kritisch debat. Vandermarliere publiceerde vanuit het VAi in die periode ook de driedelige reeks Achtergrond (2003-2007) waarin actuele thema's in de architectuur van een interdisciplinair standpunt benaderd werden.
Vanuit haar positie bij het VAi zou Vandermarliere opnieuw een steun vormen voor de nieuwe generatie architecten. Vanaf 2003 publiceerde het VAi de reeks Jonge architecten in Vlaanderen met nummers over onder andere Macken en Macken, Huiswerkarchitecten, Tomas Nollet & Hilde Huyghe en Alexander D'Hooghe. In 2005 creëerde het VAi, in samenwerking met deSingel, de jaarlijkse microtentoonstellingsreeks 35m³ Jonge Architectuur waarin jonge Vlaamse architecten in een box van 35m³ hun ideeën, praktijk en visie konden voorstellen. De box werd in 2005 de eerste maal ingevuld door Office Kersten Geers David Van Severen. De reeks vormde van 2005 tot 2008 een continu platform voor een nieuwe generatie architecten.
In 2004 haalde de tentoonstelling Kinshasa, The Imaginary City van het Belgisch paviljoen op de Internationale Architectuur Biënnale van Venetië de Gouden Leeuw prijs voor beste landtentoonstelling. Vandermarliere zette, als organisator van de tentoonstelling, het VAi voor het eerst internationaal in de aandacht. De tentoonstelling werd gecureerd door architect Koen Van Synghel en antropoloog Filip De Boeck.

### Ney&Partners Engineers
Sinds 2011 is Vandermarliere werkzaam als communicatie en PR Manager voor Ney&Partners Engineers. Ze verzorgt onder meer tentoonstellingen en de internationale ontwikkeling van het bureau. Daarnaast is ze de vaste eindredacteur van Ney&Partners publicaties zoals Bridging. By foot and bicycle (2019) en A new bridge for Ingelmunster. The Brigandsbrug (2020).

### A.C.P.
Sinds 2011 is Vandermarliere ook actief als freelance curator, auteur en redacteur voor haar eigen bureau Architecture Communication Projects (A.C.P.) in Antwerpen. Op die manier blijft ze een actieve stem in het brede Vlaamse architectuurlandschap met publicaties, tentoonstellingen en adviesprojecten rond verwikkelingen van architectuur, maatschappij, kunst en kunstgeschiedenis, infrastructuur, design, erfgoed en voedsel.
In 2016 was Vandermarliere co-editor van Autonomous architecture in Flanders: the early works of Marie-José Van Hee, Christian Kieckens, Marc Dubois, Paul Robbrecht en Hilde Daem uitgegeven door Leuven University Press. Die publicatie vormde tevens de aanleiding tot de tentoonstelling 'Een meubel is ook een huis' M. José Van Hee, Robbrecht & Daem Architecten, Christian Kieckens, Marc Dubois in het Design Museum Gent in datzelfde jaar. Hierin stond de visie op interieur, design en meubilair van eenzelfde generatie invloedrijke Vlaamse architecten centraal.

## Jury's en commissies
Als lid van verscheidene jury's en commissies in België sinds de jaren 1990 is Vandermarliere een belangrijke stem in de Belgische architectuur.
Jury's:
- jurylid Cultuurprijs Architectuur van de Vlaamse Gemeenschap (1991-2002).
- jurylid verscheidene Provinciale architectuurprijzen (1991-2002).
- jurylid verscheidene architectuurwedstrijden (1991-2002).
- lid selectiecomité Architecture Wallonie-Bruxelles Inventaires Inventoiries #2 (2013-2016) (Fédération Wallonie-Bruxelles) (2016).

Commissies:
- Lid Kunstraad van de Vlaamse Gemeenschap (1991-2002).
- Lid Commissie Vlaamse Subsidies voor Architectuur en Design (1991-2002).
- Commissie Architectuur en Vormgeving (tot mei 2002).
- Hoofd HGIS subcommissie Nederlands Stimuleringsfonds voor Architectuur, subcommissie HGIS-cultuurgelden (2003-2007).

## Tentoonstellingen (selectie)

### deSingel (1991-2002)
- Juliaan Lampens (deSingel Antwerpen, 1991-1992).
- Alvaro Siza. Architectuur 1980-1990 (deSingel Antwerpen, 1992).
- Marie-José Van Hee (deSingel Antwerpen, 1993).
- Martine De Maeseneer (deSingel Antwerpen, 1993).
- Norman Foster Associates (deSingel Antwerpen, 1993).
- Recent werk van jonge Vlamingen (deSingel Antwerpen, 1994).
- Wim Cuyvers (deSingel Antwerpen, 1995).
- Henk De Smet & Paul Vermeulen (deSingel Antwerpen, 1996).
- Toyo Ito, Blurring Architecture (deSingel Antwerpen, 2000).
- Homeward. Contemporary Architecture in Flanders (Belgisch paviljoen Architectuur Biënnale Venetië, 2000).
- De dingen zijn de enige verborgen betekenis van de dingen, Jonge Architecten in Vlaanderen (deSingel Antwerpe, 2001).
- After-Sprawl: Onderzoek naar de hedendaagse stad. Xaveer De Geyter Architecten. (deSingel Antwerpen, 2002).
- Honderd huizen voor honderd Europese architecten (deSingel Antwerpen, 2002).

### VAi (2002-2010)
- Kinshasa, The Imaginary City (i.s.m. Koen Van Synghel en Filip De Boeck, Belgisch paviljoen Internationale Architectuur Biënnale Venetië, 2004).
- Mare Meum, The Flood (Belgisch paviljoen Internationale Architectuur Biënnale Rotterdam, 2005).
- Tentoonstellingsreeks 35m³ jonge architectuur (2005-2008), i.s.m. de Singel (Antwerpen):
  - Office Kersten Geers & David Van Severen (2005),
  - Kurt Van Belle & Patricia Medina (2005),
  - NU architectuuratelier (Aruna Arlaukas, Armand Eeckels, Halewijn Lievens) (2006),
  - URA Yves Malysse, Kiki Verbeeck, Joost Verstraete (2007),
  - noAarchitecten An Fonteyne, Jitse Van den Berg, Philip Viérin (2008),
  - BAVO Gideon Boie, Matthias Pauwels (2008).[12]
- Wonen in Welvaart (1948-1973), Woningbouw en wooncultuur in Vlaanderen (deSingel/Vlaams Architectuurinstituut Antwerpen, 2006-2007).
- Renaat Braem. 1910-2010 (deSingel/Vlaams Architectuurinstituut Antwerpen, 2009-2010).

### A.C.P. (2011-)
- Tentoonstellingsreeks Projecties (Vlaams Architectuurinstituut, Antwerpen):
  - Projecties 1/ Breuckland. De voorstad (i.s.m. Faculteit Architectuur KULeuven ASRO, 2014).
  - Projecties 2/ Re:Work Brussel, Ruimte voor industrie, logistiek en groothandel in de stad (i.s.m. Faculteit Architectuur ULB en VUB, 2014).
  - Projecties 3/ De provocatie van het schijnbaar onmogelijke (i.s.m. Faculteit Architectuur KULeuven en LUCA Gent, 2014-2015).
  - Projecties 4/ Recollecting Landscapes (i.s.m. Faculteit Architectuur UGent, 2015).
- Het Huis. De Mentor. Het Archief. Architect Chrisitan Kieckens (i.s.m. Maarten Lambrechts, deSingel/Vlaams Architectuurinstituut Antwerpen, 2016).
- ‘Een meubel is ook een huis. Interieurs en meubelen, Marie-José Van Hee, Chrisitan Kieckens, Robbrecht & Daem architecten, Marc Dubois (Design Museum Gent, 2016).
- Marie-José Van Hee (i.s.m. Marie Mees en Cathérine Biasino, Gallery MANIERA 16 Brussel (2017-2018).
- The World of Bruegel (i.s.m. ruimtevaarders en Bob Takes, Openluchtmuseum Bokrijk, 2019).

### Ney&Partners (2011-)
- Laurent Ney. Bridge Design (i.s.m. Ryuichi Watanabe, Design Gallery of Design Committee Tokyo, 2013-2014).
- Laurent Ney. Shaping Forces (i.s.m. Ryuichi Watanabe, Luxemburg Embassy Tokyo, 2013-2014).

## Publicaties (selectie)
- Lampens, Juliaan, Gerard Vandenhaute, Paul Vermeulen en Katrien Vandermarliere. Juliaan Lampens 1950-1991. Antwerpen: deSingel, 1991.
- De Maeseneer, Martine, Dirk Van den Brande, Robert Somol en Katrien Vandermarliere. Martine De Maeseneer. The invisible space. Antwerpen: deSingel, 1993.
- Vermeulen, Paul, Jan Braet, Hilde Peleman, Marc Dubois, Marie-José Van Hee en Katrien Vandermarliere. M. José Van Hee. Ontwerpen 1977-1993. Antwerpen: deSingel, 1993.
- Dubois, Marc, Christian Kieckens en Katrien Vandermarliere. Mein Erstes Haus. Recent werk van jonge Vlamingen. Antwerpen: deSingel, 1994.
- Smets, Irene, Koen Van Synghel en Katrien Vandermarliere. Jonge architecten in Vlaanderen. Gent: Ludion, 2001.
- Vandermarliere, Katrien en Meryem Kanmaz (eds.). Nieuwe Moskeeën in Vlaanderen. Tussen Heimwee & Werkelijkheid. Welzbacher. Brussel: MANAvzw, 2011.
- Voet, Caroline, Katrien Vandermarliere, Sofie De Caigny, en Lara Schrijver. Autonomous Architecture in Flanders. The Early Works of Marie-José van Hee, Christian Kieckens, Marc Dubois, Paul Robbrecht and Hilde Daem. Leuven: Leuven University Press, 2016.
- De Caigny, Sofie en Katrien Vandermarliere. “More than Punctual Interventions. Cultural Events, Competitions and Public Debate as Impetus for Architectural Culture in Flanders, 1974-2000.” In Autonomous Architecture in Flanders. The Early Works of Marie-José van Hee, Christian Kieckens, Marc Dubois, Paul Robbrecht and Hilde Daem. Uitg. door Caroline Voet, Katrien Vandermarliere, Sofie De Caigny, en Lara Schrijver, 49-61. Leuven: Leuven University Press, 2016.
- Peleman, Hilde, Katrien Vandermarliere en Marie-José Van Hee (eds.). Marie-José Van Hee Architecten. More Home, More Garden. Gent: Copyright Slow Publishing, 2019.
- Vandermarliere, Katrien (red.) en Laurent Ney. Nijmegen – Designing The City Bridge. Nijmegen: Vantilt Publishers, 2014
- Vandermarliere, Katrien (red.) en Laurent Ney. Toshio Shibata. Laurent Ney. Gent: MER Paper Kunsthall, 2016.
- Vandermarliere, Katrien (red.), Laurent Ney en Bertrand Lemoine. Bridging. By foot and bicycle. Parijs: Archibook + Sautereau Editeur, 2019.
- Vandermarliere, Katrien (red.), Laurent Ney, Bart Bols e.a. A new bridge for Ingelmunster. The Brigandsbrug. Brussel: Ney&Partners, 2020.